# Peter Dodson
Peter Dodson és un paleontòleg que ha publicat nombrosos articles científics i ha escrit i col·laborat en llibres sobre dinosaures. Dodson va descriure l'Avaceratops l'any 1986. És una autoritat en ceratopsians però també ha sigut autor de molts articles científics i llibres de text sobre hadrosaures i sauròpodes. Dr. Dodson és professor de palentologia i anatomia veterinària a la Universitat de Pennsilvània.

## Llibres
- Dodson, P. (1996). The Horned Dinosaurs. Princeton University Press:Princeton, New Jersey, p. 244. ISBN 0-691-02882-6.
- Upchurch, P., Barrett, P.M. and Dodson, P. 2004. Sauropoda. In The Dinosauria, 2nd edition. D. Weishampel, P. Dodson, and H. Osmólska (eds.). University of California Press, Berkeley.